# Taula del Sénia

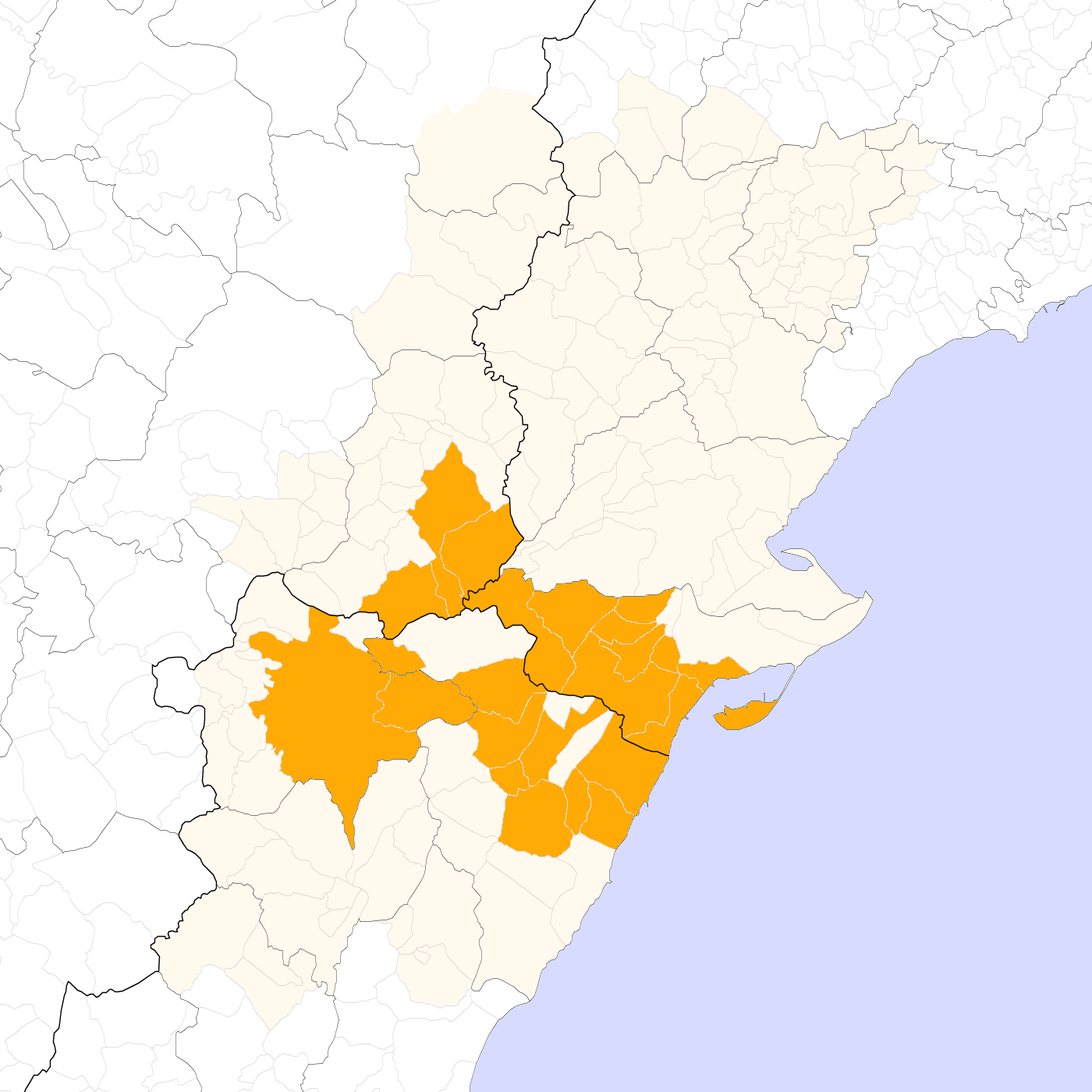
Municipis que conformen la mancomunitat de la Taula del Sénia

La Mancomunitat de la Taula del Sénia és una mancomunitat formada per 27 municipis de les comarques catalanoparlants del Baix Maestrat, el Matarranya, el Montsià i els Ports. Els comuns membres estan situats en una franja de 15 quilòmetres a la vora del riu Sénia i entre tots superen els cent mil habitants.

## Municipis membres
- 12 del Baix Maestrat:
  - Benicarló
  - Càlig
  - Canet lo Roig
  - Castell de Cabres[1]
  - Cervera
  - La Jana
  - Pobla de Benifassà[1]
  - Rossell
  - Sant Jordi
  - Sant Rafel del Riu
  - Traiguera

- 3 del Matarranya:
  - Beseit
  - Pena-roja
  - Vall-de-roures

- 9 del Montsià:
  - Alcanar
  - Freginals
  - Godall
  - La Galera
  - Mas de Barberans
  - Sant Carles de la Ràpita
  - Santa Bàrbara
  - La Sénia
  - Ulldecona

- 3 dels Ports:
  - Herbers
  - Morella
  - Vallibona